# Phang Nga (stad)
Phang Nga (Thais: พังงา) is een stad in Zuid-Thailand. Phang Nga is hoofdstad van de provincie Phang Nga en het district Phang Nga. De stad heeft ongeveer 15.000 inwoners.

## Geboren
- Choketawee Promrut (1975), voetballer

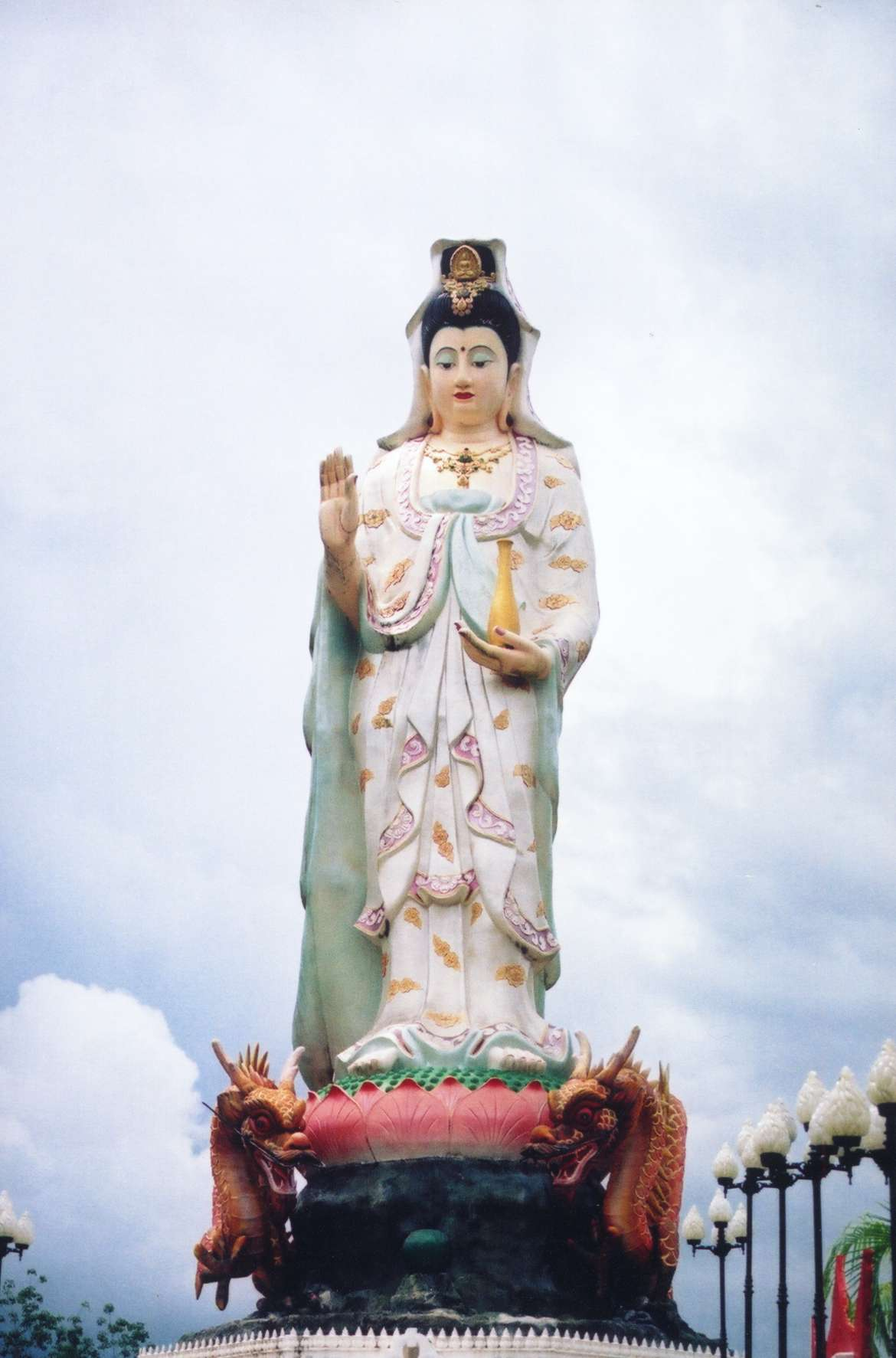
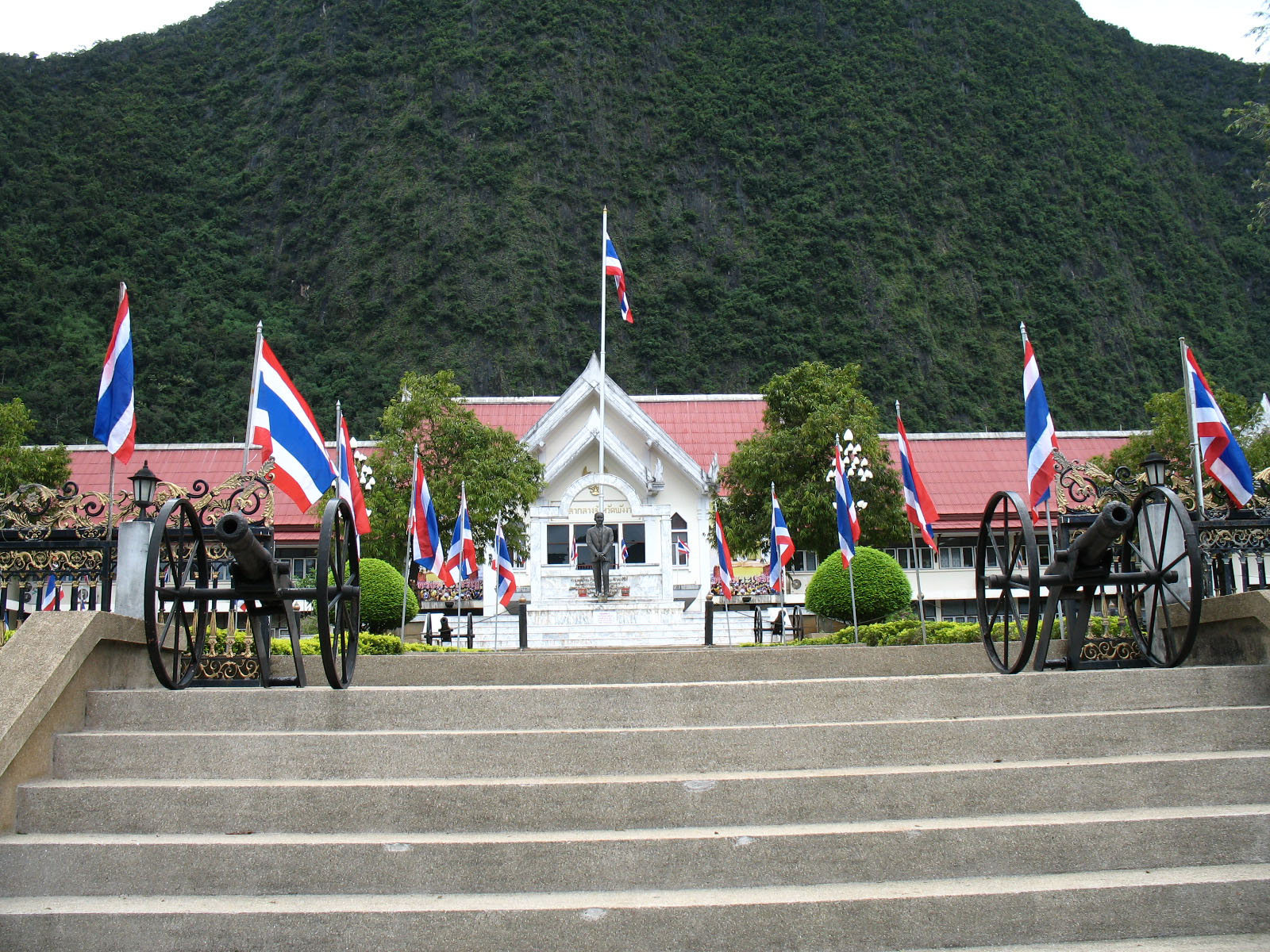
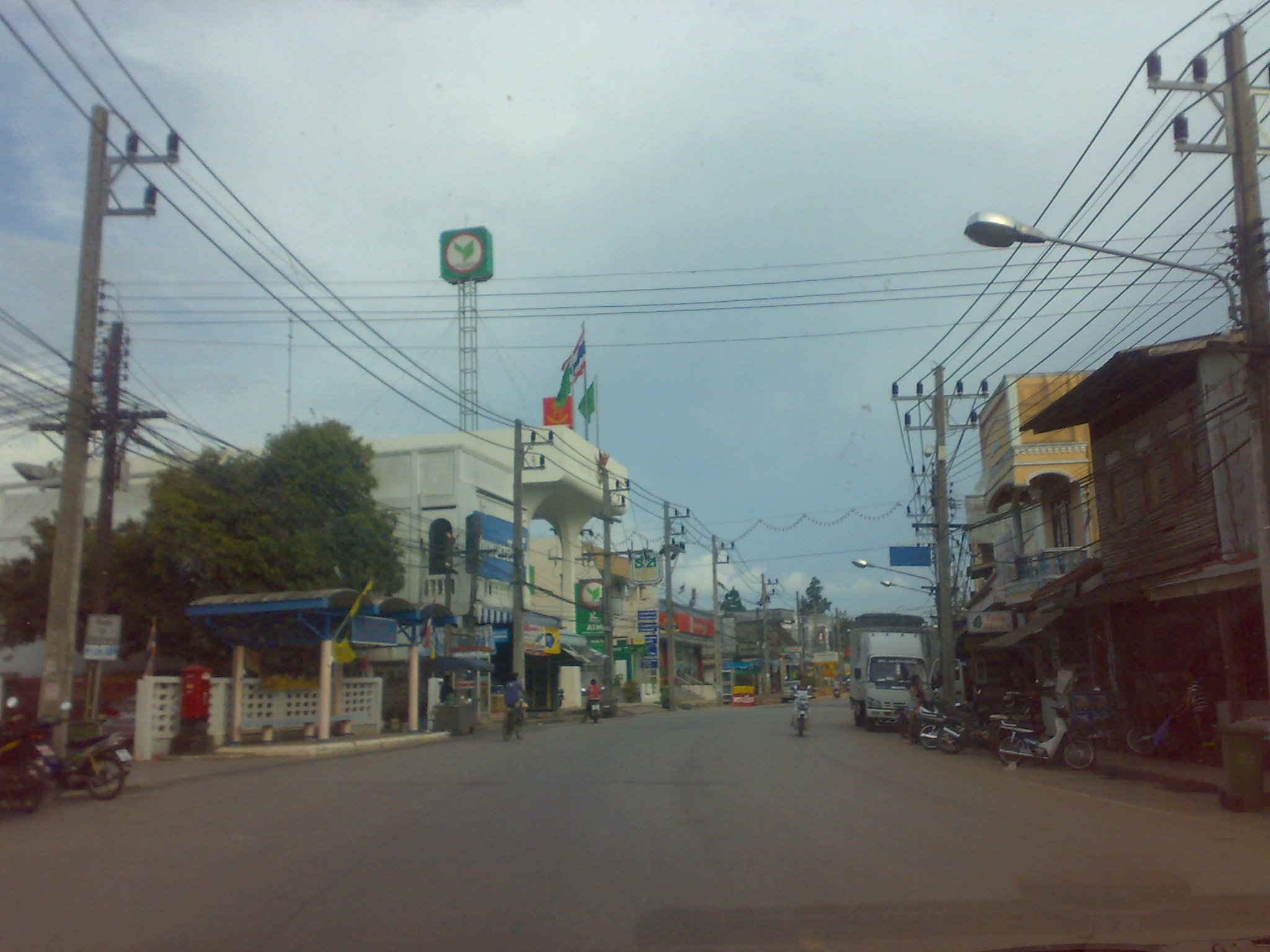